# Nádass Lajos
Nádass Lajos, 1916-ig Nyul, névváltozata: Nádas (Földes, 1897. július 4. – Budapest, 1971. november 16.) gyógyszerész, vegyészmérnök.

## Élete
Nyul Benjámin tollkereskedő és Spiegel Karolina (1870–1944) gyermekeként született izraelita családban. Tagja volt a Galilei Körnek. 1918-ban a Budapesti Tudományegyetemen szerzett gyógyszerészi oklevelet. A Magyarországi Tanácsköztársaság idején mint a KMP tagja a Gyógyszertári Munkások Szakszervezete direktóriumának vezetője volt. A Tanácsköztársaság bukása után Csehszlovákiába emigrált, ahol részt vett a KMP munkájában. 1921-ben kiutasították és kiszolgáltatták a magyar hatóságoknak. Itthon börtönre ítélték. Szabadulását követően a Szovjetunióban élt és vegyészmérnöki diplomát szerzett. Elnöke volt a Vegyészeti Munkások Szakszervezete mérnöki szakosztályának. Az 1930-as években a Vörös Segély szervezetben, a Magyar Emigránsok klubjában dolgozott. 1956-ban tért vissza Magyarországra. Halálát tüdőembólia okozta.
A Farkasréti temetőben helyezték végső nyugalomra.

## Díjai, elismerései
- Munka Érdemrend ezüst fokozata (1968)
- Szocialista Hazáért érdemrend